# 赫拉博沃 (外喀爾巴阡州)
48°36′2″N 22°45′33″E / 48.60056°N 22.75917°E
赫拉博沃（羅馬化：Hrabovo）是烏克蘭的村落，位於該國西部外喀爾巴阡州，由穆卡切沃區負責管轄，面積0.6平方公里，海拔高度592米，2001年人口146，人口密度每平方公里242.93人。